# Non aprite quella porta IV
Non aprite quella porta IV (Texas Chainsaw Massacre: The Next Generation) è un film del 1995 co-scritto, diretto e prodotto da Kim Henkel.
Quarto capitolo dell'omonima saga, la pellicola è interpretata da Renée Zellweger e Matthew McConaughey. Il film è una fusione tra remake e sequel diretto del film originale.

## Trama
Texas, 22 maggio 1996. Quattro ragazzi: Jenny, Sean, Heather e Barry, vanno al ballo della scuola, ma, dopo una lite tra Heather e Barry, i due salgono in macchina. Dopo essersi accorti che in auto ci sono Jenny e Sean, hanno un incidente automobilistico nel quale un ragazzo con un'altra macchina perde i sensi. Sean resta a controllare il ragazzo svenuto mentre Jenny, Barry e Heather vanno a chiedere aiuto a una donna di nome Darla, che dice loro di chiedere al marito Vilmer di riparare le macchine. Vilmer, un uomo psicopatico con una gamba elettrica, arriva da Sean e uccide il ragazzo svenuto, per poi uccidere Sean.
I tre ragazzi trovano una casa, ma Jenny decide di tornare indietro a vedere se Sean sta bene. Heather si siede su una panchina a dondolo e Barry va a vedere se c'è qualcuno in casa. Walter, il fratello di Vilmer, con un fucile minaccia Barry e intanto Heather viene catturata da Faccia di Cuoio che la porta in casa e la chiude nel freezer per poi appenderla a un gancio. Jenny si accorge che le due macchine non ci sono più e si fa dare un passaggio dal carro attrezzi di Vilmer. Vilmer la terrorizza e gli fa vedere i cadaveri di Sean e del ragazzo dell'incidente. Jenny, spaventata, si butta dalla vettura, per poi essere inseguita da Vilmer. Poi, però, Vilmer se ne va lasciando Jenny nei boschi bui e oscuri. Dietro di Jenny c'è Faccia di Cuoio vestito da donna, travestimento che usa per attirare gli uomini per poi ucciderli. Jenny viene inseguita dall'assassino munito di motosega.
La ragazza arriva alla casa del serial killer, chiude a chiave la porta e sale al piano di sopra dove ruba la pistola a un poliziotto imbalsamato. Faccia di Cuoio riesce a entrare e la ragazza cerca di sparargli, ma la pistola è scarica e Jenny è costretta a buttarsi giù dalla finestra del piano di sopra. Durante l'inseguimento sul tetto, Jenny si lancia contro il cavo del telefono rimanendoci appesa e Faccia di Cuoio taglia il cavo facendo cadere la ragazza nella serra della casa. Jenny scappa da Darla. Darla la aiuta, ma poi chiama il cognato per legare la ragazza. Jenny viene legata e chiusa in un sacco per poi essere buttata nel bagagliaio dell'auto di Darla. Darla va a prendere delle pizze da portare a casa. Intanto Heather si trova in mezzo alla strada, tenta di scappare, ma non ne ha le forze. Arrivati a casa, Vilmer terrorizza Jenny. Faccia di Cuoio ha di nuovo catturato Heather e intanto si era vestito da donna. Vilmer bacia Heather mordendole la bocca.
Jenny e Darla si chiudono in bagno a parlare del lavoro di Vilmer che entra nella stanza a mettere un coltello alla gola di Jenny e gli fa una specie di quiz che lei fortunatamente indovina. Prima che entri Vilmer, Darla rivela a Jenny che la sua famiglia appartiene a una società segreta, che è stata mandante di molti assassinii per migliaia di anni, tra cui l'ex presidente degli Stati Uniti John Fitzgerald Kennedy. Usciti dal bagno comincia un litigio della famiglia. Jenny, mentre gli altri litigano, prende il fucile del fratello Walter e minaccia la famiglia. Vilmer riesce a rubarle di mano il fucile. Jenny scappa e ruba la macchina di Darla, ma Vilmer apre il cofano dell'auto facendo distrarre la ragazza che fa sbattere la macchina contro un albero. Jenny viene riportata a casa e con un colpo di fucile in faccia sviene.
Nel momento della cena, Faccia di Cuoio indossa un vestito da donna, una maschera da transessuale e si trucca con il rossetto. Jenny si sveglia nel bel mezzo della cena della famiglia. La schiena di Heather viene data a fuoco e alla cena si unisce un ricco, cinico e misterioso uomo d'affari tedesco, Rothman, leader della società segreta denominata Illuminati, che parla di equilibrio raggiunto attraverso l'orrore. Quest'uomo sembra avere il ruolo di manipolatore di politica mondiale e della famiglia di macellai. Rothman lecca il viso di Jenny, che si contorce con disgusto e mostrandole i suoi piercing nello stomaco, poi se ne va soddisfatto. Vilmer, arrabbiato e umiliato, schiaccia la testa di Heather, uccidendola. Per Jenny è un buon momento per scappare via, ma viene di nuovo catturata. Faccia di Cuoio prepara la motosega. Jenny ruba il telecomando della gamba elettrica di Vilmer facendogliela muovere di continuo, poi riesce finalmente a scappare dalla casa.
Sulla strada Jenny trova due vecchietti che guidano un camper che la fanno salire. Faccia di Cuoio e Vilmer confondono i vecchietti che sbandano e muoiono, ma Jenny è ancora viva. Parte un grande aereo telecomandato pilotato da Rothman che ha un sensore che può percepire la gamba elettrica di Vilmer. Jenny scappa inseguita dai due fratelli, ma l'aereo passa vicino a Vilmer e lo uccide. Faccia di Cuoio si ferma a piangere il fratello e, Jenny vede una limousine. Jenny ci sale di corsa e dentro ci trova Rothman che la vuole veramente aiutare. Faccia di Cuoio guardando il corpo del fratello a terra senza vita, si dispera cominciando ad agitare la sega elettrica. Rothman spiega i motivi di tutto questo a Jenny e poi la porta in ospedale, dove viene interrogata da un poliziotto. In ospedale c'è una donna su una barella che per Jenny è molto familiare. Nel frattempo Faccia di Cuoio sta ancora urlando agitando la motosega in aria: la sua tipica danza.

## Produzione
La pellicola ha avuto un budget di circa 600 mila dollari.
Jim Siedow, interprete di Drayton Sawyer, il Cuoco dei primi due film, fu contattato per la parte di Vilmer, ma l'attore rifiutò. Paul A. Partain, Marilyn Burns e John Dugan, tutti e tre presenti nel film del 1974, fanno un cameo in questa pellicola; si possono vedere all'ospedale alla fine. Kim Henkel sperava di fare con questo film il seguito diretto del film del 1974. I personaggi di Vilmer e Walter dovrebbero essere rispettivamente l'"Autostoppista" e il "Cuoco".

### Sviluppo
Circa le prime fasi di sviluppo del film, Robert Kuhn dichiarò: 
In un documentario del 1996 sul making of del film, Henkel dichiarò di aver scritto i personaggi del film in maniera volutamente esagerata e come fossero dei cartoni animati per far risaltare la quintessenza della gioventù americana. Henkel citò come ispirazione i casi dei serial killer Ed Gein ed Elmer Wayne Henley sia per Texas Chainsaw Massacre: The Next Generation sia per l'originale The Texas Chain Saw Massacre. Inoltre, Henkel infuse deliberatamente nella sceneggiatura temi di emancipazione femminile, in particolare nel personaggio di Jenny: «È la sua storia. Riguarda la sua trasformazione, il suo rifiuto di tacere, di essere messa a tacere, di essere vittimizzata. E per estensione il suo rifiuto di essere oppressa come donna. Anche dalla cultura ... Portare Jenny in un mondo in cui la cultura era grottescamente esagerata era un modo per portarla a vedere il suo mondo più chiaramente».

### Travestitismo di Leatherface
Un elemento interessante relativamente alle tematiche presenti nel film, notato sia dalla critica sia dagli studenti di cinema, è l'introduzione di un travestitismo più marcato, e quindi di una maggiore ambiguità sessuale, nel personaggio di Leatherface, cosa che era stata solo marginalmente sfiorata nel film originale del 1974. Robert Wilonsky di Houston Press scrisse a proposito del trattamento riservato al personaggio, dichiarando come il film "trasformasse Leatherface (qui interpretato da Robbie Jacks, un cantautore di Austin che conduceva un programma radiofonico insieme a Gibby Haynes dei Butthole Surfers) in una sorta di "frocetto" che urla più di quanto faccia a pezzi con la motosega". Secondo Henkel, egli scrisse il personaggio ispirandosi direttamente all'omosessualità repressa di Ed Gein, che una volta arrestato confessò come dopo la morte della madre avesse avuto il desiderio di cambiare sesso (secondo molti egli aveva creato il suo "abito da donna" per poter assumere le sembianze della madre), dipingendolo come una persona che assume una personalità diversa a seconda della "maschera di pelle umana" che indossa: «La confusione sessuale di Leatherface è complessa e terrificante allo stesso tempo», egli disse nel corso di un'intervista datata 1996. Lo studente di cinematografia Scott Von Doviak descrisse il personaggio di Leatherface in Non aprite quella porta IV come una "drag queen psicologicamente tormentata".

### Riprese
Le riprese del film si svolsero prevalentemente in una fattoria abbandonata a Pflugerville, Texas, e nei pressi di Bastrop. La maggioranza del cast e della troupe cinematografica era formata da gente di Austin, tranne David Gale, un attore originario di Houston. Gran parte delle riprese furono effettuate di notte, e furono descritte dal truccatore J.M. Logan "molto, molto dure e faticose per tutti".
Renée Zellweger ha riflettuto sul film in un'intervista del 2016 e ha dichiarato: «Era un film a budget molto basso, quindi abbiamo condiviso tutti un piccolo furgone Winnebago che era del produttore del film, era il suo camper personale. Quindi, sai, il trucco lo facevamo sui sedili anteriori e al centro c'era un tavolo per i capelli, e c'era una minuscola tenda vicino al bagno: era lì che mettevi i costumi di scena [...] Era ridicolo. Come l'abbiamo fatto, non ne ho idea. Sono sicuro che niente di tutto ciò fosse legale. Tutto ciò che abbiamo fatto è stato un po' pericoloso. Ma che esperienza. È stato un film kamikaze».

## Distribuzione
Dopo una post-produzione protrattasi nel 1994, il film ebbe la sua prima mondiale al South by Southwest Film and Media Conference il 12 marzo 1995, accolto da "recensioni brillanti". Il film fu acquistato dalla Columbia Pictures per 1.3 milioni di dollari. Lo studio acconsentì a distribuirlo nelle sale (insieme alla versione per il mercato home-video), e spese circa 500,000 dollari per promuoverlo. Il film uscì nei cinema il 22 settembre 1995, programmato in 27 sale negli Stati Uniti, incassando 44.272 dollari.
In seguito, il film fu distribuito in Giappone (anche su LaserDisc), e poi accantonato per due anni fino a quando, nel 1997, la Columbia lo ri-montò, e lo fece uscire con il titolo Texas Chainsaw Massacre: The Next Generation. Secondo il produttore Robert Kuhn, la Columbia Pictures ritirò deliberatamente la prima versione del film per aspettare l'uscita del nuovo film di Renée Zellweger, Jerry Maguire (1996), così da capitalizzare sull'eventuale successo dello stesso; e l'agente di McConaughey fece notoriamente pressioni sui vertici della Columbia Pictures affinché non distribuisse la pellicola nei cinema, fatto che causò complicazioni tra Henkel e lo studio.
Il 29 agosto 1997, il film fu ridistribuito come Texas Chainsaw Massacre: The Next Generation in circa venti città statunitensi, secondo un accordo di co-distribuzione tra Columbia Pictures e Cinépix Film Properties. Questa era la versione "rimontata" del film, con l'eliminazione di sette minuti di girato rispetto alla versione originale di Henkel. In questa veste, il film incassò 53.111 dollari. Includendo sia la versione del 1995 sia quella tagliata del 1997, il film incassò globalmente negli Stati Uniti 185.898 dollari, peggior incasso di tutti i precedenti film della serie di Non aprite quella porta. In Italia il film uscì direttamente per l'home video, nel 2003.

## Divieti
Il film è stato vietato ai minori di 18 anni in Irlanda, Svezia, Italia e molti altri paesi.

## Accoglienza
La maggior parte dei fan di questa saga horror e gran parte della critica hanno definito il film il peggiore della serie. Recensendo la pellicola dopo la proiezione al Boston Film Festival del 1995, Betsy Sherman di The Boston Globe si riferì al film definendolo un "rimaneggiamento spudorato" dell'originale, aggiungendo: "L'idea di Henkel di una trovata originale è quella di far mettere rossetto e calze a rete a Leatherface... no grazie". Il critico Joe Bob Briggs lodò invece Non aprite quella porta IV descrivendolo "un film così terrificante e geniale che fa sembrare gli altri due sequel di Chain Saw come recite del dopo scuola".
Alla riedizione del film nel 1997, la maggior parte delle critiche si incentrarono sulle interpretazioni di Zellweger e McConaughey, nel frattempo diventati famosi, e specialmente la recitazione di McConaughey fu giudicata "sopra le righe" e "troppo caricata". Janet Maslin del The New York Times scrisse: "Fu nel lontano 1995 che questa farsa horror, allora conosciuta come Return of the Texas Chainsaw Massacre, apparve nei cinema per la prima volta con gli attori sconosciuti Matthew McConaughey e Renee Zellweger in ruoli da protagonisti. Ma anche in un film i cui oggetti di scena principali includono rifiuti, vecchie fette di pizza e un sacco della spazzatura di plastica nera, è chiaro che questi due avrebbero fatto carriera". Rob Patterson dell'Austin American-Statesman assegnò al film tre stellette su quattro, scrivendo: "Sicuramente tutti qui spingono al limite della quasi assurdità, eppure The Next Generation non va mai oltre le aspettative". Terry Lawson del Detroit Free Press lodò le performance della Zellweger e di McConaughey, ma espresse disappunto per la sotto-trama complottista alla "Men in black" e per il modo in cui il regista e sceneggiatore Henkel "aveva trasformato il povero Leatherface in una piagnucolosa drag queen".
Mike Clark di USA Today definì il film "Il tipo di sforzo cinematografico in cui sospetti che sia il cast che la troupe fossero obbligati a portarsi da casa la propria birra", mentre Owen Gleiberman scrisse in un articolo per Entertainment Weekly che il film "ricapitola l'assurdità redneck del primo grande, originale Non aprite quella porta senza un accenno al suo terrore primordiale". Margaret McGurk di The Cincinnati Enquirer fece notare l'implausibilità della trama e i vari buchi di sceneggiatura: "La sceneggiatura, per come è stata scritta, stabilisce nuovi confini all'incoerenza. Qualcosa su alcuni adolescenti che vagano nella notte e si imbattono in una famiglia cannibale di assassini psicopatici... Certo, non ha senso [...] tranne forse per l'imbarazzo permanente dei poveri Matthew [McConaughey] e Renée [Zellweger] costretti a recitare in questa roba". Dann Gire di Daily Herald suggerì che "un massacro potrebbe essere meno doloroso della visione del film".
Joe Leydon di Variety scrisse che il film "gestisce la difficile impresa di essere sinceramente spaventoso e bruscamente auto-satirico allo stesso tempo ... è abile nel mantenere il pubblico in un costante stato di nervosismo". Inoltre, lodò la prova d'attrice di Renée Zellweger, definendola "la più formidabile "scream queen" sin dai tempi di Jamie Lee Curtis".
Sul sito web aggregatore di recensioni Rotten Tomatoes Non aprite quella porta IV ha un indice di gradimento critico del 14%, basato su 35 recensioni da parte di critici professionisti con un punteggio globale di 3,15 su 10. Su Metacritic il film detiene una valutazione di 50 su 100, basato sulle recensioni di 11 critici cinematografici.